# Valentin
Valentin ['valəntin], in Süddeutschland auch ['faləntin], ist ein männlicher Vorname, der auch als Familienname vorkommt. Heute ist er vorwiegend im Zusammenhang mit dem Valentinstag geläufig; als Vorname erfreut er sich im deutschen Sprachraum wieder zunehmender Beliebtheit.

## Herkunft und Bedeutungen
Der Name Valentin kommt vom lateinischen valere = „gesund sein“, „stark sein“.

## Namenstag
- 7. Januar, Hl. Valentin von Rätien
- 14. Februar (Valentinstag), Hl. Valentin von Terni

## Namensträger
- Valentinus († nach 160), Gnostiker
- Heiliger Valentin von Terni (3. Jh. n. Chr.), Märtyrer
- Heiliger Valentin von Viterbo († 304), Märtyrer
- Valentinus († um 368), Rebellenführer in Britannien
- Heiliger Valentin von Rätien († um 475), Bischof
- Valentinos († 644), byzantinischer Feldherr und Usurpator
- Valentin († 827), Papst
- Valentin von Prag († 1182), Bischof
- Valentinus, Mitdoge von Venedig, † nach 810

### Vorname
- Valentin Abt (* 2005), deutscher Handballspieler
- Valentin Adamberger (1743–1804), deutscher Sänger (Tenor), siehe Josef Valentin Adamberger
- Valentin Adrian (1793–1864), deutscher Schriftsteller, Neuphilologe und Bibliothekar
- Valentin Alberti (1635–1697), deutscher Theologe
- Valentin Bayer (* 1999), österreichischer Schwimmer
- Heinrich Valentin Becker (1732–1796), deutscher Theologe und Mathematiker
- Valentin Eduard Becker (1814–1890), deutscher Komponist
- Valentin Bontus (* 2001), österreichischer Kitesurfer
- Valentin Braitenberg (1926–2011), Südtiroler Hirnforscher, Kybernetiker und Schriftsteller
- Valentin Heider (1605–1664), deutscher Jurist und Gesandter beim Westfälischen Friedenskongress
- Valentin Herr (* 1957), deutscher Fußballspieler und -trainer
- Valentin Kononen (* 1969), finnischer Leichtathlet
- Valentin Landmann (* 1950), Schweizer Rechtsanwalt und Buchautor
- Valentin Leucht (um 1550–1619), deutscher römisch-katholischer Theologe, Autor und kaiserlicher Bücherkommissar
- Valentin Lusin (* 1987), deutscher Tänzer
- Valentin Manheimer (1815–1889), deutscher Unternehmer der Konfektionsindustrie
- Valentin Merk (1853–1937), deutscher Kunstpädagoge, Hochschullehrer
- Valentin Meyer (1725–1808), Schweizer Politiker, siehe Joseph Rudolf Valentin Meyer
- Valentin Oehen (1931–2022), Schweizer Politiker
- Valentin Porte (* 1990), französischer Handballspieler
- Valentin Postlmayr (* 1993), österreichischer Schauspieler
- Valentin Przybylski (1906–??), deutscher Fußballspieler
- Valentin Matthias Rahmel (* 1984), deutscher Moderator und Unternehmer, siehe Sarazar
- Valentin Schreyer (Schauspieler) (* 1978), österreichischer Schauspieler
- Valentin Stocker (* 1989), Schweizer Fußballspieler
- Valentin Tomberg (1900–1973), Mystiker
- Valentin Vornicu (* 1983), rumänisch-amerikanischer Pokerspieler und Mathematiker
- Valentin Weckerle (* 1990), deutscher Handballspieler
- Valentin Weidner (1848–1919), deutscher Bildhauer

#### Valentino
- Valentino Bucchi (1916–1976), italienischer Komponist, Musikkritiker und -pädagoge
- Valentino Del Fabbro (1866–1915), italienischer Handwerker und Unternehmer
- Valentino Fioravanti (Komponist) (1764–1837), italienischer Komponist
- Valentino Garavani (bekannt als Valentino; * 1932), italienischer Modeschöpfer
- Valentino Graziadei (1898–1965), österreichischer Zauberkünstler
- Valentino Rossi (* 1979), italienischer Motorradrennfahrer
- Valentino Stepčić (* 1990), kroatischer Fußballspieler

#### Valentins
- Valentīns Skulme (1922–1989), sowjetischer Schauspieler

### Familienname
- Adolf Valentin (1845–1911), Schweizer HNO-Arzt und Hochschullehrer
- Alejandro Valentín (* 1966/1967), uruguayischer Gewichtheber
- Andrée Valentin (* 1944), Schweizer Frauenrechtlerin
- Anton Valentin (Architekt) (1895–1976), österreichischer Architekt
- Anton Valentin (Funktionär) (1898–1967), deutscher Bundesvorsitzender der Landsmannschaft der Banater Schwaben
- August Valentin (1858–1940), österreichischer Bildhauer
- Barbara Valentin (1940–2002), österreichische Schauspielerin
- Benoît Valentin (* 1992), französischer Freestyle-Skier
- Bobby Valentín (* 1941), puerto-ricanischer Musiker
- Bruno Valentin (Mediziner) (1885–1969), deutsch-brasilianischer Orthopäde, Hochschullehrer und Medizinhistoriker
- Bruno Valentin (Bischof) (geboren 1972), französischer Geistlicher und römisch-katholischer Bischof von Carcassonne-Narbonne
- Carl Valentin (1885–1966), deutscher Landschafts-, Genre- und Tiermaler der Düsseldorfer Schule
- Caroline Valentin geb. Pichler (1855–1923), deutsche Musikwissenschaftlerin
- Curt Valentin (1902–1954), deutsch-US-amerikanischer Kunsthändler
- Dave Valentin (1952–2017), US-amerikanischer Jazzflötist
- Dominique Valentin, französische Dramaturgin, Schauspielerin und Schriftstellerin
- Eric Valentin (* 1997), deutscher Eishockeyspieler
- Erich Valentin (Musikwissenschaftler) (1906–1993), deutscher Musikwissenschaftler und Musikpädagoge
- Erich Valentin (Politiker) (* 1960), österreichischer Politiker (SPÖ), Abgeordneter zum Wiener Landtag
- Ernst Valentin (1874–1950), deutscher Ingenieur, Flug- und Automobiltechniker und Fachzeitschriftenverleger (Emigration 1939; gest. in Brasilien)
- Esther Valentin (* 1993), deutsche Konzertsängerin in der Stimmlage Mezzosopran
- Friedrich Valentin (1752–1819), deutscher Bildhauer
- Fritz Valentin (1897–1984), deutscher Jurist und Richter
- Fritz Valentin, Pseudonym von Karl Czernetz (1910–1978), österreichischer Politiker und Parteifunktionär
- Gabriel Gustav Valentin (1810–1883), deutscher Physiologe und Embryologe
- Georg Hermann Valentin (1848–1926), deutscher Bibliothekar und Mathematikhistoriker
- Hartmut Valentin (1923–1977), deutscher Geograph
- Hellwig Valentin (* 1947), österreichischer Historiker und Journalist
- Helmut Valentin (1919–2008), deutscher Arbeitsmediziner
- Hermann Valentin (Politiker) (1863–1913), deutscher Jurist und Politiker
- Hermann Friedrich Valentin (1812–1885), deutscher Jurist und Politiker
- Hugo Valentin (Historiker) (1888–1963), schwedischer Historiker
- Hugo Valentin (Politiker) (* 1938), Südtiroler Politiker (SVP)
- Jean Valentin (1899–nach 1960), belgischer Jurist
- Joachim Valentin (* 1965), deutscher römisch-katholischer Theologe
- Johannes Valentin (1884–1959), deutscher Pharmaziehistoriker und Hochschullehrer
- Jorge Valentín (* 1964), kubanischer Sprinter
- Justin Valentin (* 1971), seychellischer Politiker
- Karl Valentin (Komponist) (1853–1918), schwedischer Komponist, Dirigent und Musikwissenschaftler
- Karl Valentin (1882–1948), deutscher Komiker
- Karl Valentin, Postbeamter, Vater von Erich Valentin (Musikwissenschaftler)
- Lidia Valentín (* 1985), spanische Gewichtheberin
- Max Valentin (1875–1931), deutscher Bildhauer und Architekt
- Max Valentin (Politiker) (1902–1979), deutscher Politiker (DP), Bürgermeister von Vorsfelde
- Mira Valentin (* 1977), deutsche Journalistin und Buchautorin
- Mirko Valentin, italienischer Schauspieler
- Paul Valentin (Kurdirektor) (1916–2005), Schweizer Kurdirektor und Conférencier
- Peter Valentin (Bildhauer) (1877–1962), österreichisch-deutscher Bildhauer
- Peter Valentin (Maler) (1904–1995), deutscher Maler und Zeichner
- Peter Valentin (Musiker) (* 1961), österreichischer Musiker und Komponist
- Peter Valentin-Weigand (* vor 1965), deutscher Veterinärmediziner und Hochschullehrer
- Siegfried Valentin (1936–2022), deutscher Leichtathlet
- Stephan Valentin (* 1967), deutscher Schriftsteller
- Thomas Valentin (1922–1980), deutscher Schriftsteller
- Tristan Valentin (* 1982), französischer Radrennfahrer
- Ursula Valentin (eigentlich Ursula Genazino; * 1936), deutsche Schriftstellerin
- Veit Valentin (Pädagoge) (1842–1900), deutscher Kunsthistoriker und Pädagoge
- Veit Valentin (Historiker) (1885–1947), deutscher Historiker und Archivar
- Vicctor Valentin (1846–1900), deutsche Schriftstellerin, siehe Bianca Bobertag
- Wilhelm Julius Valentin (1876–1935), deutscher Industrieller
- Zarek Valentin (* 1991), puerto-ricanischer Fußballspieler

## Literarische Figuren
- Gretchens Bruder in Goethes Drama Faust I, in Vischers satirischem Theaterstück Faust. Der Tragödie dritter Teil.
- Valentin und Namelos (niederdeutsche Dichtung)

## Varianten
- englisch: Valentine
- italienisch: Valentino, Valentiniano, Tino (Kurzform)
- latein: Valens, Valentinus, Valentianus, Valentius, Valentinian
- litauisch: Valentinas
- niederdeutsch: Velten
- oberdeutsch: Valtin
- österreichisch: Volte[2]
- polnisch: Walenty
- portugiesisch: Valentim
- russisch: Valentin (Валентин)
- ukrainisch: Valentyn
- ungarisch: Bálint
- Vale, Valle, Vallentin, Vali, Wallentin

## Orte
- Sankt Valentin (Niederösterreich)
- St. Valentin auf der Haide (Südtirol)
- U-Boot-Bunker Valentin, Tarnname des ehemaligen U-Bootbunkers in Bremen-Rekum
- ehemalige Gemeinde im französischen Département Doubs, heute Teil der Gemeinde École-Valentin
- Valentinspark in Unterschleißheim

## Kirche
- Valentinskirche

## Unternehmen
- Valentino Fashion Group
- Valentin Flugzeugbau